# Мозен (Люцерн)
Мозен (нем. Mosen) — деревня и бывшая коммуна в Швейцарии, в кантоне Люцерн. Население составляло 284 человека на 2007 год. Официальный код — 1035. 1 января 2009 года вместе с коммунами Гельфинген, Речвиль, Хемикон, Мюсванген и Зульц вошла в состав Хицкирха.
Входит в состав избирательного округа Хохдорф (до 2012 года входила в состав управленческого округа Хохдорф).
На выборах в 2007 году наибольшее количество голосов получила Швейцарская народная партия (38,9 %), за Христианско-демократическая народная партия Швейцарии проголосовали проголосовали 27,2 %, за Свободную демократическую партию — 28,1 %.

## Географическое положение
Площадь Мозена составляла 1,6 км². 70,9 % площади составляли сельскохозяйственные угодья, 15,2 % — леса, 11,4 % территории заселено.

## История
Впервые упоминается в 1045 году как Мозехайм. В 1264 году — Мозхайм.
21 мая 2006 года была сделана неудачная попытка объединения Хицкирха с ближайшими десятью коммунами, в голосовании 5 из 11 проголосовали против слияния. Позднее поступило предложение о слиянии только семи коммун (Гельфинген, Хемикон, Мозен, Мюсванген, Речвиль, Хицкирх и Зульц), которое было принято. Объединённая коммуна имела площадь 24,62 км².

## Население
На 2007 год население Мозена составляло 284 человека. 90,2 % жителей говорят на немецком, 2,8 % — на албанском, 2,0 % — на турецком. В 2000 году 31,5 % населения были в возрасте до 19 лет, 58,7 % — от 20 до 64 лет, старше 64 лет было 9,8 % населения. На 2005 год в Мозене уровень безработицы составлял 1,13 %.
| 1798 | 1850 | 1900 | 1950 | 2000 | 2007 |
| ---- | ---- | ---- | ---- | ---- | ---- |
| 165  | 217  | 166  | 177  | 254  | 284  |